# Мунерати, Федерико
Федерико Мунерати (итал. Federico Munerati; 20 сентября 1901, Специя — 1980) — итальянский футболист и тренер. Выступал на позиции правого нападающего.

## Карьера
Федерико Мунерати начал карьеру в 1922 году в «Ювентусе». Он дебютировал в основном составе команды 29 апреля 1923 года в матче чемпионата Италии с клубом «Кремонезе», в котором «Старая Синьора» проиграла 0:1. Со следующего сезона Мунерати стал игроком основного состава команды и выступал за клуб на протяжении 10 лет. Федерико выиграл с клубом четыре чемпионата Италии. Он провёл в составе команды 256 матчей и забил 114 голов. После ухода из «Ювентуса», Мунерати провёл ещё два сезона в клубах «Гиннастика Сампьердаренесе» и «Пистойезе», после чего завершил карьеру.
18 июля 1926 года Мунерати дебютировал в составе сборной Италии в матче со Швейцарией, в котором итальянцы победили 5:3. Всего за сборную он провёл 4 игры.
Завершив карьеру игрока, Мунерати стал тренером, возглавив в 1940 году «Ювентус», заменив умершего Умберто Калигариса. Затем работал с клубами «Ачиреале» и «Боргосезия».

## Достижения
- Чемпион Италии: 1926, 1931, 1932, 1933